# Prayers of Steel
Prayers of Steel è un album in studio, registrato sotto il nome Avenger, del gruppo musicale tedesco Rage, pubblicato nel 1985 dalla Wishbone Records.

## Curiosità
L'unica altra release con il nome Avenger è stato l'EP Depraved to Black dello stesso anno.
L'etichetta tedesca Gun Records lo ha ristampato nel 1995 includendo anche le tracce dell'EP.

## Tracce
1. Battlefield – 2:45
2. Southcross Union – 3:36
3. Prayers Of Steel – 6:10
4. Halloween – 3:49
5. Faster than hell – 3:17
6. Adoration – 3:30
7. Rise Of The Creature – 5:24
8. Sword Made Of Steel – 5:04
9. Blood Lust – 4:47
10. Assorted By Satan – 4:04

## Formazione
- Peter Wagner - voce, basso
- Jochen Schroeder - chitarra
- Thomas Gruning - chitarra
- Jörg Michael - batteria